# أبو الخصيب مرزوق
أبو الخصيب مرزوق، كان قائدًا وإداريًا عباسيًا في عهد الخليفة أبُو جَعْفَر المَنصُور. كان أبُو الخُصيب مولى للمَنصُور في بداية حياته، وقد ارتقى إلى منصب الحاجب عام 755. في عام 760، أرسله المنصور لغزو طبرستان من حاكمها الدابويدي، خورشيد جنبًا إلى جنب مع وليُّ عهده مُحَمد المِهْدِي. بعد فتح طبرستان، تم تعيينه كأول والي عباسي عليها، وهو المنصب الذي احتفظ به حتى سنة 763.
على الرغم من عدم معرفة أي عملات معدنية من فترة ولاية أبو الخصيب كحاكم لطبرستان، إلا أنه من المعروف أنه بنى مسجدًا كبيرًا في مدينة ساري، ربما في عام 761.  كما أمر أبو الخصيب بحفر قناة أبو الخصيب في البصرة، والتي سميت باسمه، والتي بدورها أعطت اسمها لقضاء أبو الخصيب الحالية.

## أنظر أيضا
- السندي بن شاهك